# Paratissa scotti
Paratissa scotti är en tvåvingeart som först beskrevs av Seguy 1955.  Paratissa scotti ingår i släktet Paratissa och familjen vattenflugor. Inga underarter finns listade i Catalogue of Life.